# Echinops spinosissimus
Echinops spinosissimus es una planta de la familia de las asteráceas. Tiene una distribución por el norte de África. En bosques claros y estepas. Florece en primavera.

## Descripción
Es una planta herbácea erecta y ramificada, que alcanza un tamaño de hasta 5 metros de altura, con hojas espinosas pinnatífidas; tomentosas, glabrescentes; las inflorescencias blancas con brácteas  verdes en las cabezas esféricas espinosas; es una maleza del terreno baldío en campos abiertos secos.

## Taxonomía
Echinops spinosissimus fue descrita por Antonio Turra   y publicado en Nova Genera Plantarum 13. 1765.
Etimología
Echinops: nombre genérico que deriva de las palabras griegas echinos = "un erizo o erizo de mar," y ops un sufijo pretende indicar "semejanza o apariencia"
spinosissimus: epíteto latíno que significa "espinosa".
Variedades
- Echinops spinosissimus subsp. bithynicus (Boiss.) Greuter
- Echinops spinosissimus subsp. macrolepis (Boiss.) Greuter
- Echinops spinosissimus subsp. neumayeri (Vis.) Kožuharov
- Echinops spinosissimus subsp. spinosissimus Turra

Sinonimia
- Echinops creticus Boiss. & Heldr.
- Echinops echinophorus Boiss.
- Echinops glandulosus E.Weiss
- Echinops spinosus L.
- Echinops spinosus var. chaetocephalus (Pomel) Batt.
- Echinops spinosus var. fallax Faure & Maire
- Echinops spinosus var. glabrescens Emb. & Maire
- Echinops spinosus var. jallui (Maire) Maire
- Echinops spinosus var. laevicaulis Maire
- Echinops spinosus var. longisetus (Maire) Maire
- Echinops spinosus var. macrochaetus (Boiss.) Maire
- Echinops spinosus var. maurus (Maire) Maire
- Echinops spinosus var. mekinensis (Emb. & Maire) Maire
- Echinops spinosus var. oligadenus Maire
- Echinops spinosus var. pallens (Maire) Maire
- Echinops spinosus var. tenuisectus Maire
- Echinops spinosus var. tmarae Sauvage
- Echinops tunetanus
- Echinops viscosus DC.[5]